# Ronneby landskommun
Ronneby landskommun var en kommun i Blekinge län.

## Administrativ historik
När 1862 års kommunalförordningar började gälla inrättades över hela landet cirka 2 400 landskommuner, de flesta bestående av en socken. Därutöver fanns 89 städer och 8 köpingar, som då blev egna kommuner.
Denna kommun bildades då i Ronneby socken i Medelstads härad i Blekinge. 1953 överfördes från landskommunen till Ronneby stad ett område på 10,50 kvadratkilometer, varav 10,35 land, och 831 invånare.
Landskommunen uppgick i Kallinge landskommun 1963, som sedan 1967 uppgick i Ronneby stad som 1971 ombildades till Ronneby kommun.
Området ingår sedan 1971 i Ronneby kommun.

### Kyrklig tillhörighet
I kyrkligt hänseende hörde kommunen, tillsammans med staden, till Ronneby församling.

## Kommunvapnet
Blasonering: I fält av guld en stolpvis ställd nyckel, överlagd med två korslagda störtade nycklar med uppåtriktade ax, allt i svart.
Detta vapen, vars bild utgår från Ronneby sockens sigill från 1748, fick en kortvarig giltighet. Det fastställdes av Kungl. Maj:t 1961 för Ronneby landskommun och upphörde redan 1963, då denna kommun gick upp i Kallinge landskommun.

## Geografi
Ronneby landskommun omfattade den 1 januari 1952 en areal av 188,01 km², varav 180,86 km² land.

### Tätorter i kommunen 1960
| Tätort           | Folkmängd |
| ---------------- | --------- |
| Kallinge         | 4 038     |
| Ronneby, del ava | 611       |
| Hasslestad       | 220       |

Tätortsgraden i kommunen var den 1 november 1960 63,3 procent.

## Politik

### Mandatfördelning i valen 1938–1958
|  | 21 | 3 | 2 | 3 |

| 29 |

| 2 | 19 | 4 | 2 | 3 |

| 27 |

| 4 | 18 | 4 | 2 | 2 |

| 26 |

|  | 20 | 3 | 5 |  |

| 27 |

|  | 19 | 3 | 5 | 2 |

| 27 |

|  | 19 | 4 | 3 | 3 |

| 29 |